# Kanokphol Nuchrungrueang
Kanokphol Nuchrungrueang (thailändisch กนกพล นุชรุ่งเรือง, * 22. August 1994) ist ein thailändischer Fußballspieler.

## Karriere
Kanokphol Nuchrungrueang spielte bis Ende 2019 für den Zweitligisten Army United in der Hauptstadt Bangkok. Für die Army absolvierte er 2019 neun Spiele in der Thai League 2. Wo er vorher gespielt hat, ist unbekannt. Nachdem die Army Ende 2019 bekannt gab, dass man sich aus der Liga zurückzieht, wechselte er zum Zweitligisten Navy FC nach Sattahip. Sein erstes Tor für die Navy schoss er am 26. Februar 2020 im Spiel gegen den Samut Sakhon FC. Hier schoss er in der 90.+4 den Ausgleich zum 1:1 Endstand. Nach 21 Zweitligaspielen wechselte er zur Saison 2021/22 zum Drittligisten Pluakdaeng United FC ins nahegelegene Rayong. Mit dem Verein spielte er 16-mal in der Eastern Region der Liga. Zur Saison 2022/23 schloss er sich dem ebenfalls in der Eastern Region spielenden Fleet FC an. Nach einer Saison, in der er 18 Drittligaspiele bestritt, wechselte er im Sommer 2023 zu seinem ehemaligen Verein, dem mittlerweile in der dritten Liga spielenden Navy FC. Nach acht Drittligaspielen wurde sein Vertrag Ende 2023 nicht verlängert. Zur Rückrunde schloss er sich in Bangkok den Drittligisten Royal Thai Army FC. Mit dem Verein spielte er neunmal in der Western Region der Liga.